# 696 Leonora
696 Leonora è un asteroide della fascia principale del diametro medio di circa 75,76 km. Scoperto nel 1910, presenta un'orbita caratterizzata da un semiasse maggiore pari a 3,1679998 UA e da un'eccentricità di 0,2517962, inclinata di 13,04256° rispetto all'eclittica.
Il suo nome è in onore di Mary Leonora Snow, moglie Arthur Snow che ne calcolò l'orbita.